# NK Brezovica
 Ovo je glavno značenje pojma NK Brezovica. Za druga značenja pogledajte NK Brezovica Zagreb.
NK Brezovica je nogometni klub iz mjesta Stara Brezovica.
Trenutačno se natječe u 2. ŽNL virovitičko-podravskoj.